# Дитяча премія БАФТА
Дитяча премія БАФТА англ. British Academy Children's Awards - щорічна нагорода, яка вручається Британською академією телебачення та кіномистецтва. Була запроваджена у 1969 році.

## Нагороди

### Спеціальна нагорода
- 2011: Newsround

### Анімація
- 2011: Дивовижний світ Ґамбола
- 2009: Втрачені і знайдені

### Канал року
- 2011: CBeebies
- 2012 : CBBC
- 2013 : TBA

### Комедія
- 2011: Жахливі історії
- 2012 : Клуб Четвертої вечора

### Розваги
- 2011: У пастці
- 2013 : M.I High

### Новини
- 2011: Небезпечні тварини

### Повнометражний фільм
- 2011: Гаррі Поттер і Смертельні реліквії: частина 2

### Незалежна кінокомпанія року
- 2011: Kindle Entertainment

### Інтерактивне шоу
- 2011: Фільмокрай Тейт

### Міжнародні
- 2011: Рибологія

### Навчальні (початкові)
- 2011: Чуб і чобіт

### Навчальні (ускладнені)
- 2011: Звичайні

### Актор
- 2011: Гарлі Берд (Свинка Пеппа)

### Анімація для дошкільнят
- 2011: Свинка Пеппа

### Шоу для дошкільнят
- 2011: Bookaboo

### Presenter
- 2011: Стів Бекшол (Небезпечні тварини)

### Короткометражка
- 2011: Dipdap

### Відеогра
- 2011: Lego Pirates of the Caribbean: The Video Game

### Письменник
- 2011: Джеймс Лемонт і Джон Фостер (Дивовижний світ Ґамбола)